# غرب طوكيو
غرب طوكيو (باليابانية: 多摩地域) (بالإنجليزية: Western Tokyo)‏، هي إحدى محافظات في غرب العاصمة اليابانية طوكيو، تبلغ مساحتها نحو 1160 كيلو متر مربع، وتبلغ عدد سكانها نحو 4,233,493 نسمة، وتركز على 30 بلدة يابانية.